# Георги Георгиев (анархист)
Вижте пояснителната страница за други личности с името Георги Георгиев.
Георги Лазаров Георгиев с псевдоними Гелето и Кьосето е български анархо-комунист. 
През 1923 г. Георги Георгиев изтърпява двадесет и пет годишна присъда в затвора на Пазарджик. Същата година Иван Минчев е служител на гара Белово. Той успява да открадане оръжието на полицейския участък и се опитва да го превози с товарен влак, като заема място в един вагон. Преди още да тръгне влакът от гара Белово Паяка е разкрит. Тогава той симулира сомнамбулизъм, но въпреки това е задържан и осъден на четиринадесет години затвор. Присъдата си изтърпява в Пазарджишкия затвор.
Същата година Георги Георгиев отказва да служи редовна военна служба, заради което е арестуван и откаран в затвора без съд и присъда.
В затвора Паяка, Гелето и Юруков влизат се установяват връзка един с друг. През лятото на същата година Паяка и Гелето са изкарани на работа в района на болницата, в затворническата тухларна. Оттам те успяват да избягат и заживяват като нелегални в града. За да уредят бягството и на Юруков, те уреждат изпращането на фалшива призовка за него в затвора за гледане на негов съдебен процес в гр. Лом. При закарването им до гара Пазарджик, близо до земеделското училище Паяка и Гелето нападат конвоиращите го и успяват да го освободят.
През юни – август 1923 г. тримата се укриват в лозето на Димитър Г. Костадинов. През септември става невъзможно стоенето им там поради опасност от разкриване по време на гроздобера. Тогава Илия Иванов –Шишмана ги настанява в градината на своя калеко (свако) Атанас С. Чурински, който е осиновител на сестра му Марийка.
От 9 до 26 септември 1923 г. Илия Иванов Илиев (Шишмана) става връзка между групата анархисти, състояща се от него, Иван Димитров Минчев (Паяка), Георги Георгиев, Илия Георгиев Юруков (Юрука), Ив. Бакърджиев, по професия обущар, и още няколко техни съидейници и представителите на маркс-ленинистите от града и околията. В групата на анархистите са още и Димитър Г. Костандов, Георги Дичев и други. Шишмана сам е присъствал от страна на анархистите на срещите си с маркс-ленинистите, като не е съобщавал имената на останалите. На тия срещи е уговорено анархистите да завземат затвора и казармата, а марксистите околийското управление и други учреждения. Маркс-ленинистите запазват за себе си правото да дадат сигнала за започване на въстанието.
През Деветоюнския преврат маркс-ленинистите не взимат участие в тях и за да докажат това се предават в Околийското управление на хората от Демократическия сговор, поради което успяват да се отърват от преследванията на властта. Те и през септември 1923 г. са решили да приложат същата тактика, за да запазят живота си. Така по време на подготовката на Септемврийското въстание най-явните ат тях се оказват в ареста на Околийското управление. По този начин акцията е осуетена.
На 23 срещу 24 септември 1923 година властите извършват блокада и обиск в градината, където се укриват тримата нелегални анархисти: Паяка, Гелето и Юрука. По време на обиска обаче те не са в скривалището, а извън неговия район и не са изложени на опасността, която им е готвена. Даже и самото скривалище не е разкрито.
След провала на въстанието в Пазарджик Шишмана и Димитър Костандов решават да се присъединят към въстаналите в Саранбей, но между реките Тополница и Кривата вада попадат на засада, организирана от на властите и биват заловени заедно с оръжието си. Те заявяват, че са намерили оръжието наблизо по пътя си, където са излезли на разходка извън града и така скриват истинските си намерения. Шишмана поема цялата отговорност за оръжието и отървава от съдебен процес Димитър Костандов. При съдебния процес Шишмана е осъден на една година затвор и петстотин лева глоба и изключен от училище като участник във въстанието. Малката присъда му е дадена с мотив поради неговата малолетност.
Тримата нелегални анархисти – Паяка, Гелето и Юрука след обиска в градинското скривалище се установяват в дома на Иван Бакърджиев, обущар в квартал „Вароша“, обаче при една блокада биват разкрити. Изплашена, съпругата на Бакърджиев попречила на Юруков да се защити и той бива уловен, а останалите двама успяват да избягат. Илия Георгиев Юруков след това, заедно с предалите се марксисти-ленинисти биват разстреляни.
Паяка и Гелето отиват в София. Там се настаняват в дома на ул. „Доростол“ № 28, където са издадени и нападнати от войска, полиция и пожарникари, но не се предават. При престрелката, в която се защитават те убиват няколко от нападателите си. Така пеейки изгарят живи в къщата, запалена от пожарникарите.